# Bogatka (Ponętów Górny Pierwszy)
Bogatka – część wsi Ponętów Górny Pierwszy w Polsce położona w województwie wielkopolskim, w powiecie kolskim, w gminie Olszówka.
W latach 1975–1998 Bogatka administracyjnie należała do województwa konińskiego.